# Love & War
Love & War – drugi album studyjny piosenkarza Daniela Merriweathera, wydany 1 czerwca 2009 roku. Dzięki sukcesowi dwóch singli, Change i Red, album zajął drugie miejsce w rankingu UK Albums Chart. 23 lutego album został wydany w Stanach Zjednoczonych.

## Odbiór
Love & War zdobył przychylne recenzje krytyków. Na Metacritic na bazie pięciu recenzji, album zdobył 66/100. W Wielkiej Brytanii uzyskał status platynowej płyty po wyprzedaniu 300.000 kopii albumu.

## Lista utworów
1. "For Your Money"
2. "Impossible"
3. "Change" (feat. Wale)
4. "Chainsaw"
5. "Cigarettes"
6. "Red"
7. "Could You"
8. "Not Giving Up"
9. "Getting Out"
10. "Water and a Flame" (feat. Adele)
11. "Live by Night"
12. "Giving Everything Away for Free"
13. "The Children" (Bonusowy utwór)
14. "You Don't Know What Love Is" (Bonusowy utwór)
15. "I Think I'm In Love" (Bonusowy utwór)